# Catharina van Bohemen
Catharina van Bohemen (Praag, 19 augustus 1342 - Wenen, 26 april 1395) was van 1356 tot 1365 hertogin-gemalin van Oostenrijk en van 1366 tot 1373 keurvorstin van Brandenburg. Ze behoorde tot het huis Luxemburg.

## Levensloop
Catharina was de tweede overlevende dochter van keizer van het Heilige Roomse Rijk en koning van Bohemen Karel IV en diens echtgenote Blanca van Valois, dochter van graaf Karel van Valois.
Op 19 juli 1356 huwde ze met hertog Rudolf IV van Oostenrijk. Het huwelijk was politiek gearrangeerd door haar vader om vrede te sluiten met Oostenrijk. Het huwelijk duurde tot aan de dood van Rudolf IV negen jaar later en bleef kinderloos.
Op 19 maart 1366 hertrouwde Catharina met hertog Otto V van Beieren, die keurvorst van Brandenburg was. Ook dit huwelijk bleef kinderloos. In 1373 trad Otto V af als keurvorst van Brandenburg, waarna het echtpaar zich tot aan de dood van Otto in 1379 terugtrok in Beieren.
Na de dood van haar tweede echtgenoot vestigde Catharina zich in Wenen, waar ze tot aan haar dood in 1395 bleef wonen. Zij werd naast haar eerste echtgenoot bijgezet in de Stephansdom.

## Voorouders
| Voorouders van Catharina van Bohemen (1342-1395) | Voorouders van Catharina van Bohemen (1342-1395)                         | Voorouders van Catharina van Bohemen (1342-1395)                         | Voorouders van Catharina van Bohemen (1342-1395)                                      | Voorouders van Catharina van Bohemen (1342-1395)                                      | Voorouders van Catharina van Bohemen (1342-1395)                            | Voorouders van Catharina van Bohemen (1342-1395)                            | Voorouders van Catharina van Bohemen (1342-1395)                  | Voorouders van Catharina van Bohemen (1342-1395)                  |
| ------------------------------------------------ | ------------------------------------------------------------------------ | ------------------------------------------------------------------------ | ------------------------------------------------------------------------------------- | ------------------------------------------------------------------------------------- | --------------------------------------------------------------------------- | --------------------------------------------------------------------------- | ----------------------------------------------------------------- | ----------------------------------------------------------------- |
| Overgrootouders                                  | Keizer Hendrik VII (1275-1313) ∞ 1260 Margaretha van Brabant (1276-1311) | Keizer Hendrik VII (1275-1313) ∞ 1260 Margaretha van Brabant (1276-1311) | Wenceslaus II van Bohemen (koning) (1271-1305) ∞ 1285 Judith van Habsburg (1271-1297) | Wenceslaus II van Bohemen (koning) (1271-1305) ∞ 1285 Judith van Habsburg (1271-1297) | Filips III van Frankrijk (1245-1285) ∞ 1262 Isabella van Aragón (1247-1271) | Filips III van Frankrijk (1245-1285) ∞ 1262 Isabella van Aragón (1247-1271) | Gwijde IV van Saint-Pol (-1317) ∞ Maria van Bretagne (1268-1339)  | Gwijde IV van Saint-Pol (-1317) ∞ Maria van Bretagne (1268-1339)  |
| Grootouders                                      | Jan de Blinde (1296-1346) ∞ 1310 Elisabeth I van Bohemen (1292-1330)     | Jan de Blinde (1296-1346) ∞ 1310 Elisabeth I van Bohemen (1292-1330)     | Jan de Blinde (1296-1346) ∞ 1310 Elisabeth I van Bohemen (1292-1330)                  | Jan de Blinde (1296-1346) ∞ 1310 Elisabeth I van Bohemen (1292-1330)                  | Karel van Valois (1270-1325) ∞ Mathilde van Châtillon (1293-1358)           | Karel van Valois (1270-1325) ∞ Mathilde van Châtillon (1293-1358)           | Karel van Valois (1270-1325) ∞ Mathilde van Châtillon (1293-1358) | Karel van Valois (1270-1325) ∞ Mathilde van Châtillon (1293-1358) |
| Ouders                                           | Keizer Karel IV (1316-1378) ∞ Blanca van Valois (1316-1348)              | Keizer Karel IV (1316-1378) ∞ Blanca van Valois (1316-1348)              | Keizer Karel IV (1316-1378) ∞ Blanca van Valois (1316-1348)                           | Keizer Karel IV (1316-1378) ∞ Blanca van Valois (1316-1348)                           | Keizer Karel IV (1316-1378) ∞ Blanca van Valois (1316-1348)                 | Keizer Karel IV (1316-1378) ∞ Blanca van Valois (1316-1348)                 | Keizer Karel IV (1316-1378) ∞ Blanca van Valois (1316-1348)       | Keizer Karel IV (1316-1378) ∞ Blanca van Valois (1316-1348)       |

- Gemeinsame Normdatei: 138780048
- International Standard Name Identifier: 0000 0000 6862 3555
- Nationale Bibliotheek van Tsjechië: xx0194862
- Virtual International Authority File: 95407286